# Afilia oslari
Afilia oslari är en fjärilsart som beskrevs av Dyar 1904. Afilia oslari ingår i släktet Afilia och familjen tandspinnare. Inga underarter finns listade i Catalogue of Life.